# Georgi Dimitrow (1931–1978)
Georgi Dimitrow Nikołow (bułg. Георги Димитров Николов, ur. 1 maja 1931 w Burgasie, zm. 16 marca 1978 w Gabare) – bułgarski piłkarz występujący na pozycji pomocnika lub napastnika, reprezentant Bułgarii w latach 1953–1958, brązowy medalista igrzysk olimpijskich 1956, trener piłkarski.
Podczas kariery piłkarskiej nosił przydomek Czerwenija (bułg. Червения: czerwony). Rozegrał 30 spotkań w reprezentacji Bułgarii, z którą zdobył brązowy medal igrzysk olimpijskich. Zaliczany do grona legendarnego pokolenia piłkarzy CSKA Sofia z lat 50. XX wieku. Zginął w 1978 roku w katastrofie lotniczej.

## Kariera klubowa
Grę w piłkę nożną na poziomie seniorskim rozpoczął w sezonie 1948/49 w drużynie Botew Burgas, z którą na zakończenie rozgrywek spadł z A RFG. Na początku 1951 roku został graczem WMS Stalin, z którym rok później awansował do bułgarskiej ekstraklasy. Przed sezonem 1955 przeniósł się do CDNA Sofia prowadzonego przez Kruma Milewa. W barwach tego zespołu wywalczył 5 tytułów mistrzowskich (1955, 1956, 1957, 1958 i 1958/59) oraz zdobył Puchar Armii Sowieckiej w 1955 roku, po zwycięstwie w meczu finałowym 5:2 ze Spartakiem Płowdiw.
W 1956 roku Dimitrow zadebiutował w europejskich pucharach, kiedy to wystąpił z CDNA Sofia w Pucharze Mistrzów. Był to zarazem debiut bułgarskiego klubu w oficjalnych rozgrywkach międzynarodowych pod egidą UEFA. W edycji 1956/57 zdobył on gola w wygranym 8:1 spotkaniu I rundy przeciwko FC Dinamo Bukareszt. W kolejnym etapie jego zespół uległ w dwumeczu FK Crvena zvezda (1:3 i 2:1) i odpadł z rywalizacji.
Latem 1959 roku odszedł do drugoligowego Czerno More Warna, w którym występował jego brat Nikoła. Po przyjściu do klubu otrzymał funkcję kapitana zespołu. W sezonie 1959/60 awansował z Czerno More do A RFG, w której grał do 1964 roku, kiedy to zakończył karierę zawodniczą i został włączony do sztabu szkoleniowego.

## Kariera reprezentacyjna
6 września 1953 zadebiutował w reprezentacji Bułgarii w przegranym 1:2 meczu przeciwko Czechosłowacji w eliminacjach mistrzostw świata 1954. 13 września tego samego roku w towarzyskim spotkaniu z Polską (2:2) zdobył pierwsze dwie bramki w drużynie narodowej. W 1956 roku wziął udział w igrzyskach olimpijskich w Melbourne, na których wywalczył z Bułgarią brązowy medal, pokonując w meczu o 3. miejsce 3:0 Indie. Ogółem w latach 1953–1958 rozegrał w zespole narodowym 30 spotkań i zdobył 7 goli.

### Bramki w reprezentacji
| LP | Data              | Miejsce                                      | Przeciwnik      | Bramka | Rezultat | Ranga meczu                          |
| -- | ----------------- | -------------------------------------------- | --------------- | ------ | -------- | ------------------------------------ |
| 1. | 13 września 1953  | Stadion Narodowy im. Wasiła Lewskiego, Sofia | Polska          | 1:0    | 2:2      | Mecz towarzyski                      |
| 2. | 13 września 1953  | Stadion Narodowy im. Wasiła Lewskiego, Sofia | Polska          | 2:1    | 2:2      | Mecz towarzyski                      |
| 3. | 12 maja 1956      | British Empire Exhibition Stadium, Londyn    | Wielka Brytania | 3:2    | 3:3      | Eliminacje igrzysk olimpijskich 1956 |
| 4. | 30 listopada 1956 | Olympic Park Stadium, Melbourne              | Wielka Brytania | 1:0    | 6:1      | Igrzyska olimpijskie 1956            |
| 5. | 22 maja 1957      | Ullevaal Stadion, Oslo                       | Norwegia        | 1:0    | 2:1      | Eliminacje mistrzostw świata 1958    |
| 6. | 22 maja 1957      | Ullevaal Stadion, Oslo                       | Norwegia        | 2:1    | 2:1      | Eliminacje mistrzostw świata 1958    |
| 7. | 23 czerwca 1957   | Népstadion, Budapeszt                        | Węgry           | 1:4    | 1:4      | Eliminacje mistrzostw świata 1958    |

## Kariera trenerska
W sezonie 1964/65 pracował jako asystent trenera w Czerno More Warna. W latach 1968–1972 pełnił funkcję pierwszego szkoleniowca klubu. W 1972 roku prowadził młodzieżową reprezentację Bułgarii podczas turnieju finałowego mistrzostw Europy 1972, w którym jego zespół dotarł do półfinału, gdzie uległ w dwumeczu ZSRR (0:4, 3:3). W latach 1972–1974 pracował jako asystent Christo Mładenowa w seniorskiej reprezentacji Bułgarii, która zakwalifikowała się do mistrzostw świata 1974, na których odpadła po fazie grupowej. Po zakończeniu turnieju Dimitrow objął Czerno More Warna, które prowadził przez kolejne dwa lata. Po spadku z bułgarskiej ekstraklasy w sezonie 1975/76, odszedł ze stanowiska i został zastąpiony przez Kiriła Rakarowa.

## Życie prywatne
Jego brat Nikoła (ur. 1939) również był piłkarzem występującym na pozycji napastnika. W latach 1959–1964 grali wspólnie w formacji ataku Czerno More Warna. W późniejszym okresie (1968–1970) Georgi był w Czerno More trenerem Nikoły.

## Okoliczności śmierci
16 marca 1978 zginął w katastrofie samolotu Tu-134, lecącego do Warszawy, który po ok. 10 minutach od startu z lotniska Sofia-Wrażdebna rozbił się we wsi Gabare w obwodzie Wraca.

## Sukcesy
Bułgaria
- brązowy medal igrzysk olimpijskich: 1956

CDNA Sofia
- mistrzostwo Bułgarii: 1955, 1956, 1957, 1958, 1958/59
- Puchar Bułgarii: 1955